# La ricamatrice di segreti
La ricamatrice di segreti (The Dressmaker) è il romanzo d'esordio di Kate Alcott, pubblicato nel 2012 dalla casa editrice Doubleday.
I diritti sono stati venduti in 5 paesi.

## Trama
Tess, una giovane donna con un grande dono nel ricamare, stanca di lavorare come domestica al servizio di una donna e di suo figlio, decide di abbandonare il paesino. Decide di non raccontare nulla a nessuno, né alla sua padrona, né ai suoi genitori, che tempo prima furono proprio loro a darle il lavoro di domestica. Con grande disinvoltura,si avvicina la famosissima Lady Lucile Duff Gordon e ne diventa l'aiutante, mentendo sulla propria identità e facendosi passare per una famosissima ricamatrice del proprio paese. Le due donne, insieme al marito di Lucile, Cosmo Duff-Gordon, salgono sul Titanic, che li condurrà a New York La sua identità, inoltre, non è più importante per Lucile, visto che consapevole delle sue menzogne decide comunque di farla rimanere al suo fianco.
Tess si dimostra molto sbadata di fronte a tutti gli uomini e le donne famose a bordo della nave. La sua voglia di scoprire nuovi orizzonti le fa conoscere il famoso Jack Brendoom, che le fa provare qualcosa di emozionante e sincero. La stessa emozione è il risultato dell'incontro tra la ragazza e il marinaio Jim, uomo dolce e semplice. Prima che Tess possa conoscere ulteriormente i due, il Titanic viene colpito da un iceberg. La nave inizia pian piano ad affondare e solo pochi riusciranno a mettersi in salvo. Tra i pochi, si salvano Lucile, Cosmo e Tess che poi riuscì a mettere in salvo Michael e Rosalia, due bambini appartenenti ad uomo della classe dei poveri, ma non riuscì a mettere in salvo un docile neonato; infatti ciò la fa sentire in colpa.
Tornati a New York, i sopravvissuti vengono accolti come eroi, e Tess può finalmente iniziare a lavorare al fianco del suo idolo. Nonostante ciò, quando qualcuno di misterioso la accusa di aver corrotto dei marinai a bordo della nave, Tess deve decidere se rimanere al fianco della sua amica, oppure passare dalla parte del suo amore.